# 波斯尼亚和黑塞哥维那嘻哈
波斯尼亚嘻哈是波黑的一种音乐风格。
虽然在波斯尼亚是一种相当新的音乐风格，但事实证明它非常受欢迎。嘻哈的场景已经在互联网上的几个主要门户网站上融合。嘻哈和嘻哈文化的中心过去只有图兹拉，这主要归功于第一个电台嘻哈节目和名为FMJAM的标签和他们的工作人员，在流行说唱歌手Edo Maajka和Frenkie的大力帮助下。

## 了解
今天，嘻哈比以往任何时候都流行。萨拉热窝、图兹拉和莫斯塔尔是当今最受欢迎的三个城市，当涉及到新的发行版、嘻哈活动和音乐会时。像梅耶和克鲁斯的艺术家像马尔特，道格森，雷夫斯基和HighTime，是目前最受欢迎的莫斯塔尔。在萨拉热窝，像[布巴·科雷利]]这样的艺术家和来自布伦特比隆的艺术家以及像首都城的工作人员，[特雷奇·斯姆耶纳的工作人员]]包括萨菲尔和[桑托斯（说唱歌手）·桑托斯]]，G-Recordz等都属于该国最受欢迎和最受欢迎的艺术家。
在波斯尼亚嘻哈文化的历史上，人们第一次可以在电视上听到和找到新的歌曲和视频，这在2000年代几乎是闻所未闻的。嘻哈的媒体图片正在不断增长，当谈到成为查找波斯尼亚嘻哈目前所发生的一切的地方时，必和必拓门户网站是最新的网站，目前，它是访问量最大的互联网网站，专门报道波斯尼亚嘻哈的场景。FMJAM是国内最受欢迎的剧组和私人“网络”标签，他们的电台在十年多的时间里一直保持强劲的势头，DJ Soul是主要的DJ。Facebook和YouTube仍然是艺术家们用来发展粉丝群的主要工具，因为尽管hip-hop在波斯尼亚越来越流行，但在粉丝、媒体报道和其他类似的方面，它仍然远不及其他流行音乐风格。

## 历史
上世纪80年代末，一位说唱歌手以“猫王剧目”的名字出现，他从未录制过任何歌曲，但确实积极从事说唱，并被认为是从当时流行的美国嘻哈表演中引进嘻哈材料。
由于1992年开始的波斯尼亚战争，嘻哈一度停滞不前，但后来被称为第二波嘻哈复兴了跳艺术家像阿拉加，约翰尼先生（萨拉热窝）克尔尼·兹沃克，郭内尔和麦克·福多（图兹拉）出现了许多示范歌曲，在收音机上播放，音乐会上，并在他们的图兹拉镇流行起来。
在1999年DJ Soul和Erol创建了第一个波斯尼亚嘻哈电台FMJAM之前，无数次的尝试和有限的广播曝光都是一个问题。
在FMJAM的帮助下，第一首歌曲在一个工作室里制作出来。在众多的演出之后，FMJAM帮助创建了嘻哈乐队discipliska Komisija，领唱歌手Edo Maajka将领导波斯尼亚嘻哈复兴运动。
稍晚一点，FMJAM建立了一个足以创建一个网站，在这个网站上发布了许多示范歌曲。有了这些示范歌曲和FMJAM提供的组织，波斯尼亚嘻哈第一次有了一个可以依赖的组织，以拥有可供将来演出和组织音乐会的资源青年嘻哈聚会
尽管FMJAM在组织波斯尼亚嘻哈音乐方面发挥了很大的作用，但大多数媒体都承认Edo Maajka是一位艺术家，他2002年的首张专辑将嘻哈音乐引入了波斯尼亚的大部分地区，从而使FMJAM能够继续他们的工作。